# مركز التراث الشركسي
مركز التراث الشركسي هو مركز يعنى بالتراث الشركسي ويقع في قرية كفر كما في منطقة الجليل الأسفل, ويستعرض تاريخ الشعب الشركسي، ويحتوي في جنباته على متحف يعرض مجموعة كبيرة من المواد والأدوات والآلات الموسيقية والتي تعود إلى غابر الأزمان، وتحاكي التراث الشركسي الضارب في القدم في منطقة شمال القفقاس.
وقد تم تأسيس المركز في عام 2007 م, بمبادرة من صديقين من سكان بلدة كفر كما، هما تحاوخو زهير وتحاوخو زكريا، وليصبح من أفضل المراكز التي تعنى بالشراكسة وإرثهم الحضاري المتميز في المهجر.

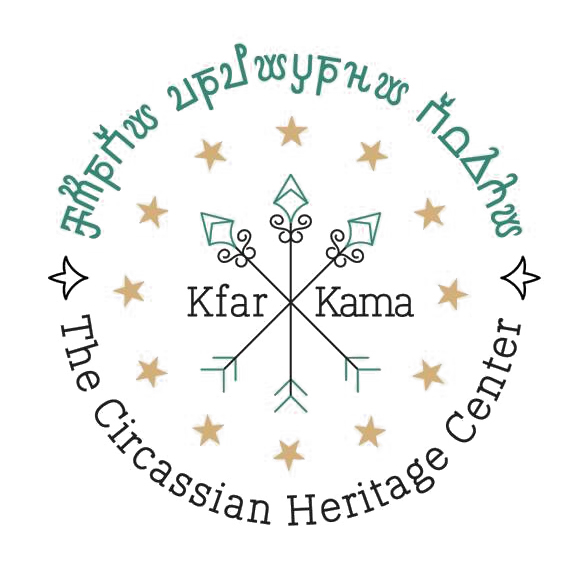
شعار المتحف

## المتحف الشركسي
أستوطن الشراكسة منذ آلاف السنين في منطقة شمال القفقاس (القوقاز)، وسيطروا على جبالها الشامخة وسهولها الخضراء من بحر قزوين وحتى البحر الأسود، ونتيجة للحرب الاستعمارية التوسعية للوصول إلى المياه الدافئة، ونتيجة للمؤآمرات الإمبريالية والحروب الشرسة التي شنتها روسيا القيصرية على وطنهم السليب ولما يزيد عن المائة عام، إجبروا على النزوح عن وطنهم الأم، وأصبحوا يعيشون في الشتات في جميع أنحاء العالم, ومن بين الدول التي هاجر إليها الشراكسة إسرائيل، وهذا المتحف الخاص، إنما يقدم رواية منسية عن حياة هذا الشعب المناضل، ويسلط الضوء على تراثهم الأصيل.
يشغل المتحف الشركسي في بيت قديم؛ بني في أواخر القرن التاسع عشر, ويقع في وسط الحي القديم لكفر كما. وقد كانت تعيش فيه واحدة من العائلات الشركسية في القرية، ومن ثم تم ترميمه كمتحف بشكل خاص، مع الاحتفاظ بخصائصه المعمارية التي ميزت المنازل الشركسية القديمة في ذلك العصر، من حيث وجود جميع المكونات الأساسية والتي حفظت تماما وما زالت حتى الآن تعكس كيفية المنزل الشركسي القديم والذي يضم المدخل, المطبخ, غرفة الجلوس, الغرف الداخلية، حيث أستخدم الفناء الخارجي لعرض التحف والأدوات القديمة، كما أن السور الخارجي المرصع بأحجار البازلت السوداء، ما زال يستعيد عبق التاريخ وأصالة المكان.
يحتوي قسم المعروضات على كمٍ هائل وقيم من المعروضات القديمة جداً، والتي تم جلبها من منطقة القفقاس قبل عشرات السنين؛ مثل أسلحه الفرسان الشراكسة, والملابس الحربية للمقاتلين، بالإضافة إلى المعدات والأدوات الحربية التي استخدمت في المعارك. كما يحتوي أيضاً على الملابس الخاصة بالمرأة الشركسية وغيرها من الملابس المطرزة والمزينة بأجمل الزخارف الذهبية والفضية والتي صنعت يدوياً, هذا بالإضافة إلى وجود عدد من الآلات الموسيقية الشركسية التي كانت تجمع الشراكسة في أفراحهم وحروبهم وانتصاراتهم.
كما ويضم المتحف المهد/السرير الشركسي المتميز، بالإضافة إلى عكاز خاص للأطفال، والتي تعد من الأمور المثيرة للاهتمام في المتحف.
كما ويتضمن المتحف وجود مرشدين، ليتحدثوا مع زوار المتحف ويطلعوهم على التاريخ المجيد وليعطوهم المعلومات الدقيقة حول المعروضات الموجودة في المتحف، بالإضافة إلى عمل المحاضرات الشركسيه، وعلى شكل جولات جماعية وبعدة لغات من ضمنها (العربية، العبرية، والإنجليزيّة).

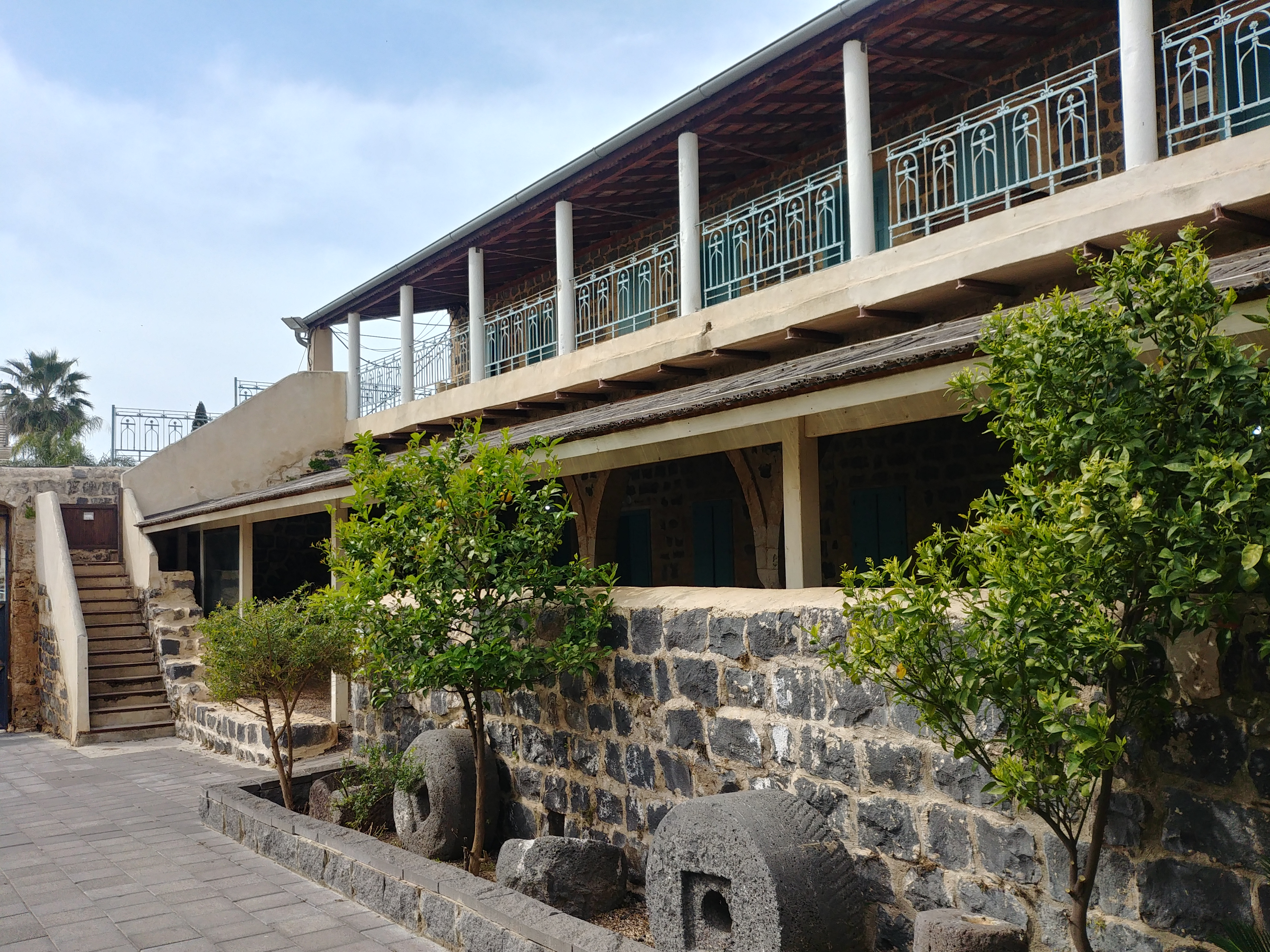
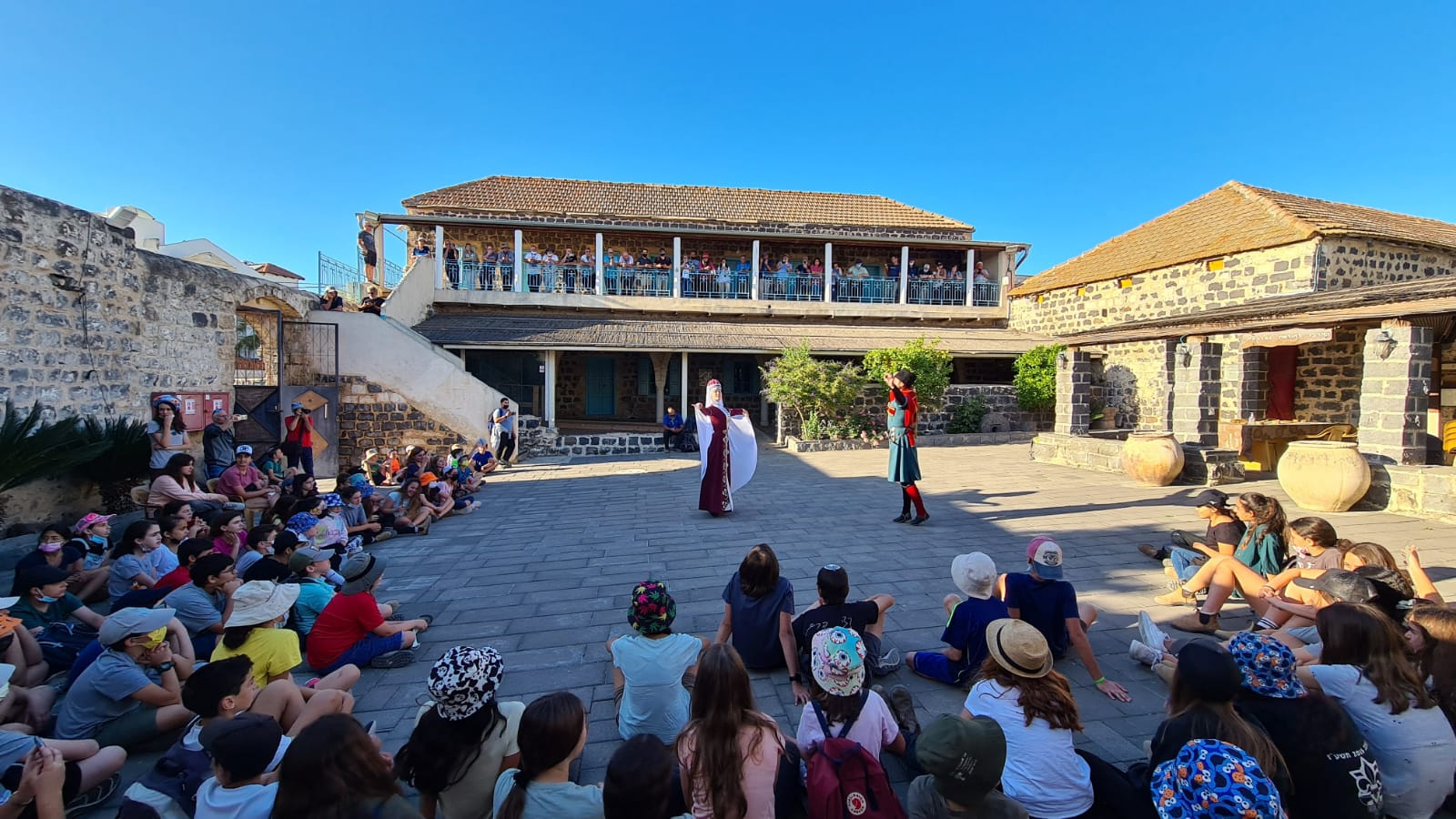
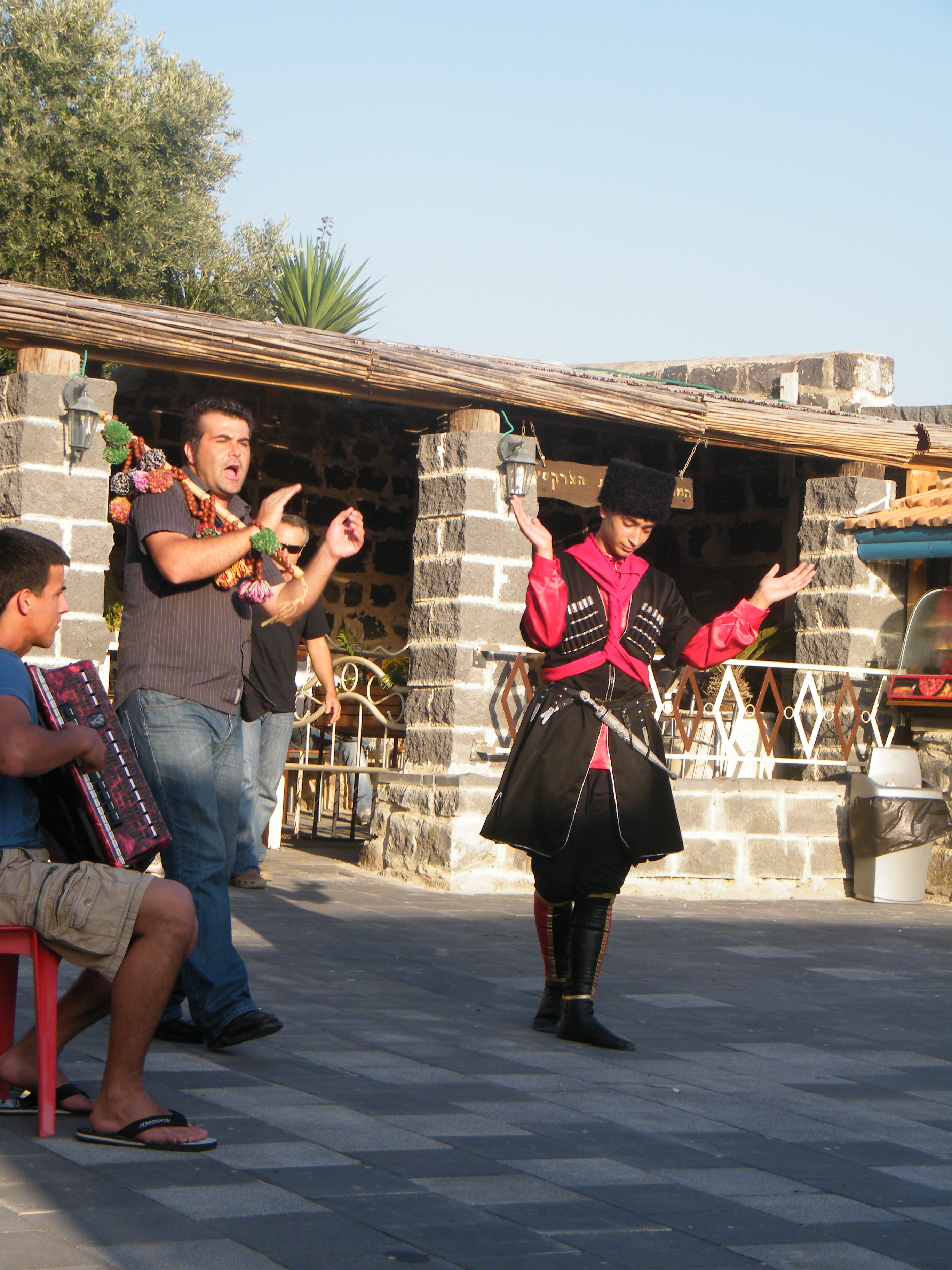
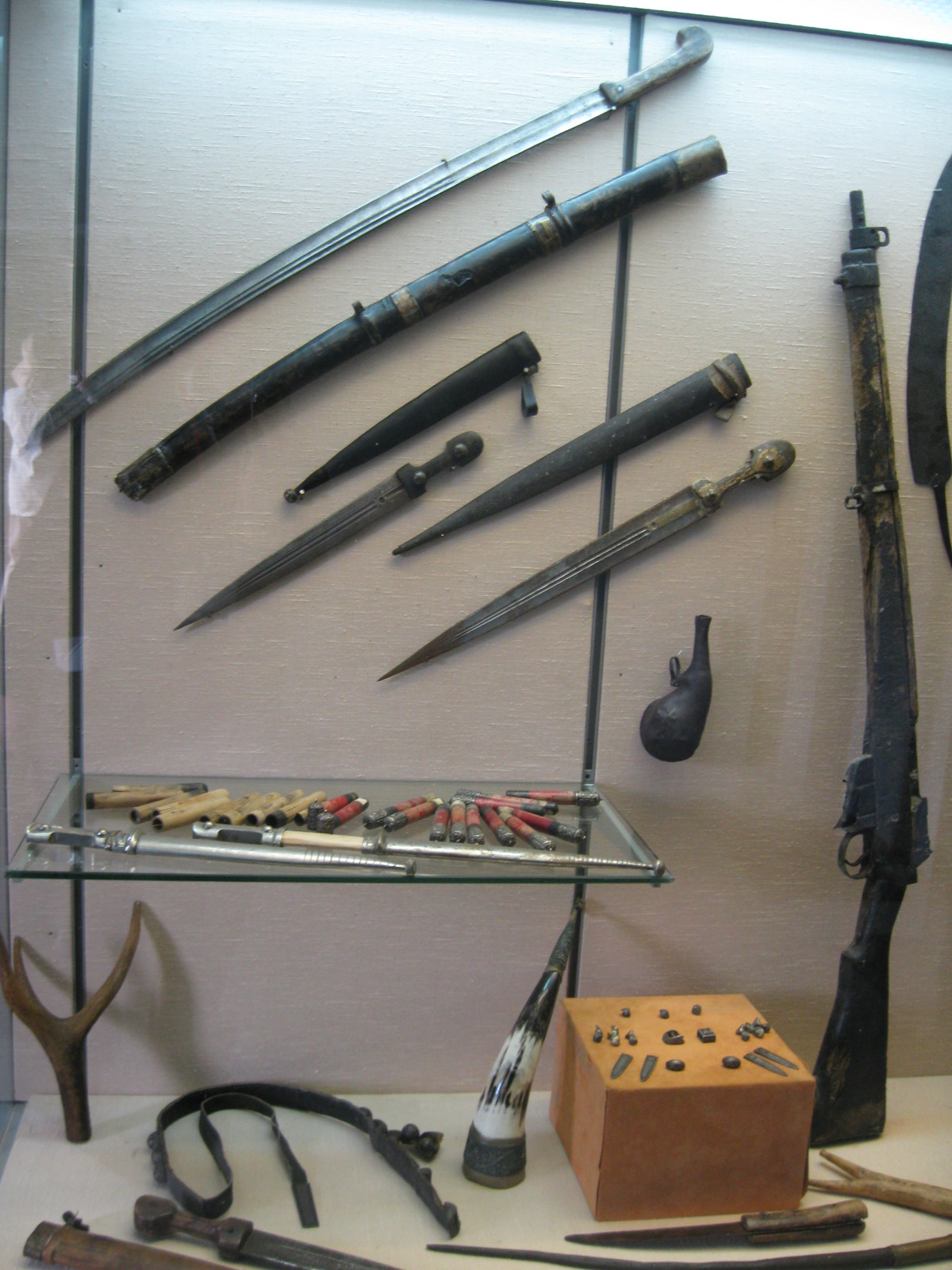
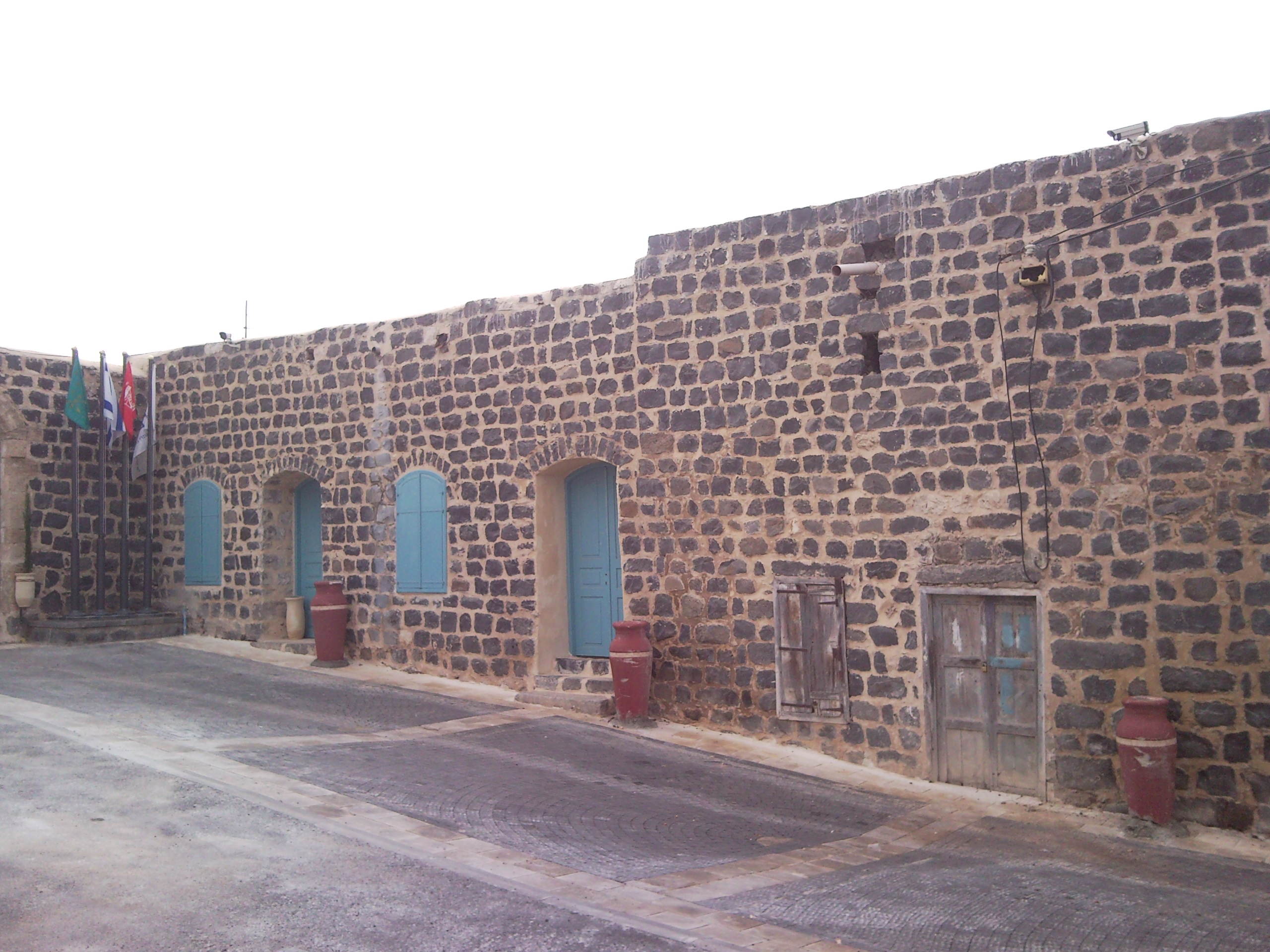
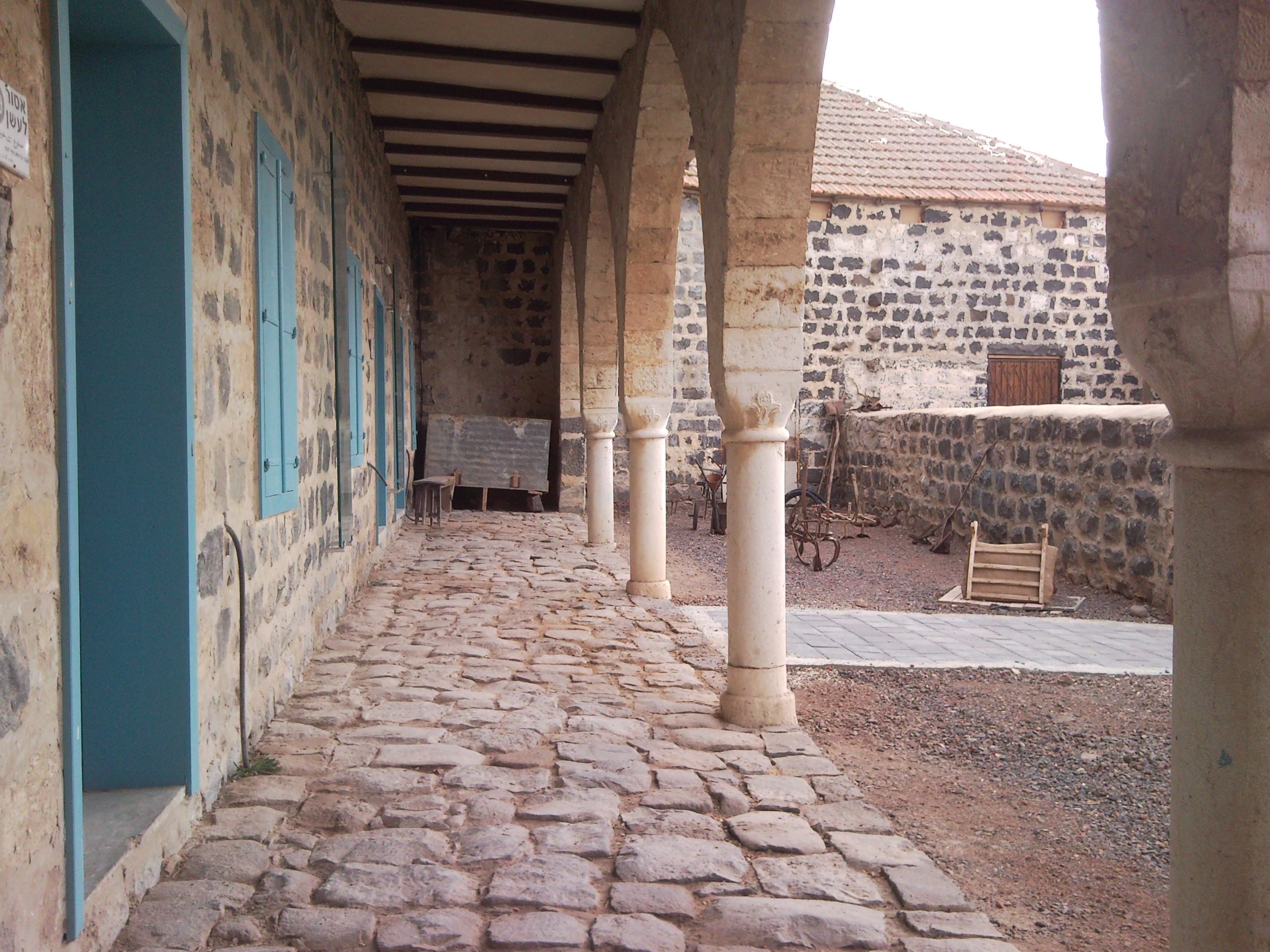

## تاريخه
قصة إنشاء المتحف هي قصة صديقين، أستشعرا ذوبان الشعوب الصغيرة في الكبيرة، وفقدان الهوية والكيان؛ نظراً لحصول تغيير كبير في أسلوب الحياة الجديد والمد العمراني المتغير، حيث بدأت فكرة الصديقين بمحاولة التمسك بالثقافة الشركسية وحمايتها من الذوبان والتلاشي، وقد استندت رؤية الشابين على مبدأين : أولاً الأصالة والعودة إلى الجذور وتمكين جيل الشباب الشراكسة من الإطلاع على ماضيهم العريق والتمسك به، وثانياً التعريف بالشعب الشركسي والحضارة الشركسية في الدولة أولاً ومن ثم في كافة دول الإقليم، وهذه الحضارة التي هي بوتقة أنصهرت فيها كل الحضارات التي قامت في منطقة القوقاز، والتعريف بآلامهم وقيمهم وطريقتهم في الحياة وتجاوزهم الآلام بعزيمة وإصرار، بالإضافة إلى بناء مركز للمعلومات، وبحيث يكون مفتوحاُ للزوار الأجانب، ولكي يبين لهم واقع الشركس في وطنهم الأم وفي مهجرهم.
ابتداء من عام 2019 يدير المركز المجلس المحلي في قريه كفر كما.

## مواقع خارجية
- حكايه بلد قريه كفر كما على يوتيوب,لاتلفزيون الفلسطيني
- تعرفو على الشراكسفي كفر كما,موقع بانت
- في فلسطين الريحانية وكفر كما على يوتيوب